# Mistrzostwa Świata w Łucznictwie 1958
19. Mistrzostwa Świata w Łucznictwie odbyły się 20–23 lipca 1958 w Brukseli w Belgii. Organizatorem była Międzynarodowa Federacja Łucznicza. 

## Medaliści

### Strzelanie z łuku klasycznego
| Konkurencja            | Złoto                                                          | Srebro                                                              | Brąz                                                             |
| Indywidualnie kobiet   | Sigrid Johansson                                               | Ann Corby                                                           | Carole Meinhart                                                  |
| Indywidualnie mężczyzn | Stig Thysell                                                   | Olavi Kallionpaä                                                    | Roy Matthews                                                     |
| Drużynowo kobiet       | Stany Zjednoczone · Carole Meinhart · Ann Sevey · Ann Corby    | Czechosłowacja · Božena Deptová · Irena Brizová · Eliška Šafránková | Południowa Afryka · Jutta Booysen · D. Jouber · L. Jacobs        |
| Drużynowo mężczyzn     | Finlandia · Olavi Kallionpaä · Tapio Rautavaara · Väinö Ansala | Szwecja · Stig Thysell · Olle Tengroth · Sten Erik Carlsson         | Stany Zjednoczone · James Caspers · Tim Cantwell · O.K. Smathers |

## Klasyfikacja medalowa
| Lp. | Państwo           | Złoto | Srebro | Brąz | Razem |
| 1.  | Szwecja           | 2     | 1      | 0    | 3     |
| 2.  | Stany Zjednoczone | 1     | 1      | 2    | 4     |
| 3.  | Finlandia         | 1     | 1      | 0    | 2     |
| 4.  | Czechosłowacja    | 0     | 1      | 0    | 1     |
| 5.  | Wielka Brytania   | 0     | 0      | 1    | 1     |
| 5.  | Południowa Afryka | 0     | 0      | 1    | 1     |